# Mysierna
Mysierna var najad-döttrar till flodguden Askanios i östra Mysiens källor.
De tillfångatog den sköna ynglingen Hylas när Herakles och argonauterna skickade honom att hämta vatten.
Berättelsen om mysierna är nära släkt med den om hyaderna.